# Resolució 1304 del Consell de Seguretat de les Nacions Unides
La Resolució 1304 del Consell de Seguretat de les Nacions Unides fou adoptada per unanimitat el 16 de juny de 2000. Després de reafirmar les resolucions 1234 (1999), 1258 (1999), 1273 (1999), 1279 (1999), 1291 (1999) i 1296 (1999) sobre la situació a la República Democràtica del Congo, el Consell va exigir la retirada immediata de les tropes d'Uganda, Ruanda, l'oposició congolesa i altres grups armats de Kisangani a la República Democràtica del Congo.
La resolució es va centrar principalment en la lluita a la ciutat de Kisangani, al nord de la República Democràtica del Congo, on s'hi havia perdut fins a 160 vides abans de l'adopció de la Resolució 1304.

## Resolució

### Observacions
Hi havia preocupació pels informes d'explotació il·legal dels recursos naturals del país, que estava sent investigat per un grup d'experts. El Consell també estava preocupat pels combats en curs al país, en particular els combats renovats entre Uganda i Ruanda a Kisangani i el seu incompliment de les seves obligacions en virtut de l'Acord d'alto el foc de Lusaka. Va lamentar el retard en l'aplicació de l'acord i la falta de cooperació del govern de la República Democràtica del Congo amb els esforços de mediació. A més, es va alarmar sobre la situació humanitària del país i el seu impacte sobre la població civil i les violacions dels drets humans a l'est de la República Democràtica del Congo. La situació al país continuava constituint una amenaça per a la pau i la seguretat a la regió.

### Actes
Actuant sota el Capítol VII de la Carta de les Nacions Unides, totes les parts van ser convocades a cessar les hostilitats i respectar l'Acord d'alto el foc. La resolució condemna els enfrontaments entre Ruanda, Uganda, l'oposició congolesa i altres grups armats a la República Democràtica del Congo com una greu violació de la seva sobirania i integritat territorial. També va exigir que Ruanda i Uganda es retiressin immediatament; que sigui reciprocada per altres parts del conflicte; i que cessi immediatament l'activitat de les forces estrangeres. Totes les accions ofensives van ser prohibides durant el procés de desvinculació i retirada de forces, així com cooperar amb grups armats. No s'ha establert cap calendari de retirada. Es va demanar al secretari general Kofi Annan que mantingués a examen les disposicions per al desplegament de la Missió de les Nacions Unides a la República Democràtica del Congo (MONUC).
El Consell va acollir amb satisfacció els esforços per iniciar un diàleg sobre desarmament, desmobilització, reassentament i reintegració de membres de tots els grups armats. Mentrestant, va condemnar totes les massacres a la República Democràtica del Congo, demanant a totes les parts del conflicte que respectessin el dret internacional humanitari i garantir l'accés a les agències d'ajuda humanitària. Va expressar la seva opinió que els governs de Ruanda i Uganda haurien de pagar reparacions per les pèrdues de vides i els danys a la propietat que havien causat a Kisangani.
La resolució va concloure reafirmant la importància de celebrar una conferència sobre pau i seguretat a la regió dels Grans Llacs d'Àfrica sota els auspicis de les Nacions Unides i l'Organització de la Unitat Africana i va expressar la seva intenció de considerar la imposició de mesures si les parts de la República Democràtica del Congo no compleixen la resolució actual.